# Мајами (Мисури)
Мајами (енгл. Miami) град је у америчкој савезној држави Мисури.

## Демографија
По попису из 2010. године број становника је 175, што је 15 (9,4%) становника више него 2000. године.
| Група             | 2000.       | 2010.       |
| Белци             | 153 (95,6%) | 171 (97,7%) |
| Афроамериканци    | 1 (0,6%)    | 1 (0,6%)    |
| Азијати           | 0 (0,0%)    | 0 (0,0%)    |
| Хиспаноамериканци | 6 (3,8%)    | 3 (1,7%)    |
| Укупно            | 160         | 175         |